# Littorella uniflora
La littorella uniflora (Littorella uniflora (L.) Asch., 1864) è una piccola pianta perenne anfibia della famiglia Plantaginaceae. Questa pianta può svolgere il suo intero ciclo di vita sott'acqua, riproducendosi principalmente per stoloni e talvolta, in giugno-luglio, producendo fiori che escono dall'acqua. È una specie rara, del tutto scomparsa in alcune regioni e per questo protetta; è molto sensibile all'eutrofizzazione e all'intorbidimento delle acque causato da argilla in sospensione.

## Descrizione
Questa pianta può essere poco appariscente nel caso di esemplari singoli o ben visibile nel caso di popolazioni numerose. È facilmente riconoscibile anche in fiore o quando forma dei tappeti; tuttavia può anche essere confusa con il giunco o l'isoetes. Un esemplare può essere alto dai 3 ai 10 cm e presenta un ceppo stolonifero con le radici ai nodi, ha foglie dritte, lineari, a volte carnose, che si dipartono dalla base del fusto. Le foglie emerse sono verdi e concave, soprattutto alla base; quelle sommerse sono cilindriche e tendenti al giallo.
I fiori sono unisessuali, molto piccoli; quelli maschili, lunghi circa 5 mm, sono singoli, collocati alla sommità di peduncoli filiformi più corti delle foglie, e presentano quattro sepali arrotondati e quattro petali biancastri uniti in una disposizione cilindrica, con quattro stami con filamenti molto lunghi. Quelli femminili sono ancora più piccoli e disposti in gruppi di uno/tre fiori, situati sotto ai peduncoli dei fiori maschili. Hanno quattro sepali biancastri, quattro petali uniti a formare una corolla simile a una bottiglia e l'ovaia si estende in uno stilo di circa 1 cm e termina con uno stigma ricoperto di peluria.
Il frutto è un achenio ovoidale, con un seme singolo. La fioritura e la fruttificazione avvengono in giugno-luglio e solo durante i periodi in cui si trova fuori dall'acqua. Si tratta infatti di una pianta ecotona, che ben si adatta a temporanei periodi fuori dall'acqua, e per questa sua capacità di adattamento stagionale è oggetto di studi.

## Distribuzione e habitat
La specie è comune in Nord America ed Europa.
Il suo habitat sono le acque poco profonde di stagni acidi o con corrente debole o suoli silicei impregnati d'acqua o paludosi, fino a 500 m di altitudine. Resiste anche ad acque leggermente calcaree, ma rimanendo oligotrofica. La pianta ama la luce solare ed è in grado di essere sia di colonizzare il terreno con rapidità, formando fitti tappeti, sia di regredire in caso concorrenza di altre specie e di scomparire nel corso di alcuni anni per motivi spesso inspiegabili.

## Conservazione
La Lista rossa IUCN classifica Littorella uniflora come specie a rischio minimo (Least Concern).
La pianta è vulnerabile all'antropizzazione delle zone umide, al forte calo del numero di stagni, all'eccessiva presenza umana nel suo habitat, all'eccessiva regolazione dei livelli dell'acqua e all'inquinamento degli stagni (eutrofizzazione, distrofizzazione, diserbanti...). La sua germinazione è delicata (in uno studio del 1990, solo il 13% delle germinazioni ebbe successo) che potrebbe spiegare la sua rarità, le sue sparizioni nel giro di pochi anni e la durata variabile della sua permanenza in uno stesso sito.
Secondo un recente studio su più di 470 laghi e stagni che ancora ospitano o hanno ospitato la L. uniflora, l'eutrofizzazione (per colpa di azoto e fosforo) è la maggiore responsabile della scomparsa di questo specie, che gradisce anche i depositi di sabbia eoliana, cioè portata dal vento, ma non i depositi argillosi e quelli derivanti dalla trasformazione dei terreni vicini in terreni agricoli. La pianta è una specie protetta in Francia.